# Starowola (województwo podlaskie)
Starowola – wieś w Polsce położona w województwie podlaskim, w powiecie monieckim, w gminie Jaświły.
W 1921 wieś (ówcześnie kolonia) należała do gminy Kalinówka.
Według Powszechnego Spisu Ludności z 1921 roku kolonię zamieszkiwało 28 osób, wśród których 22 było wyznania rzymskokatolickiego, 5 prawosławnego i jedna mojżeszowego. Jednocześnie 22 mieszkańców zadeklarowało polską przynależność narodową, 5 białoruską a 1 żydowską. Było tu 4 budynki mieszkalne.
W latach 1975–1998 miejscowość położona była w województwie białostockim.

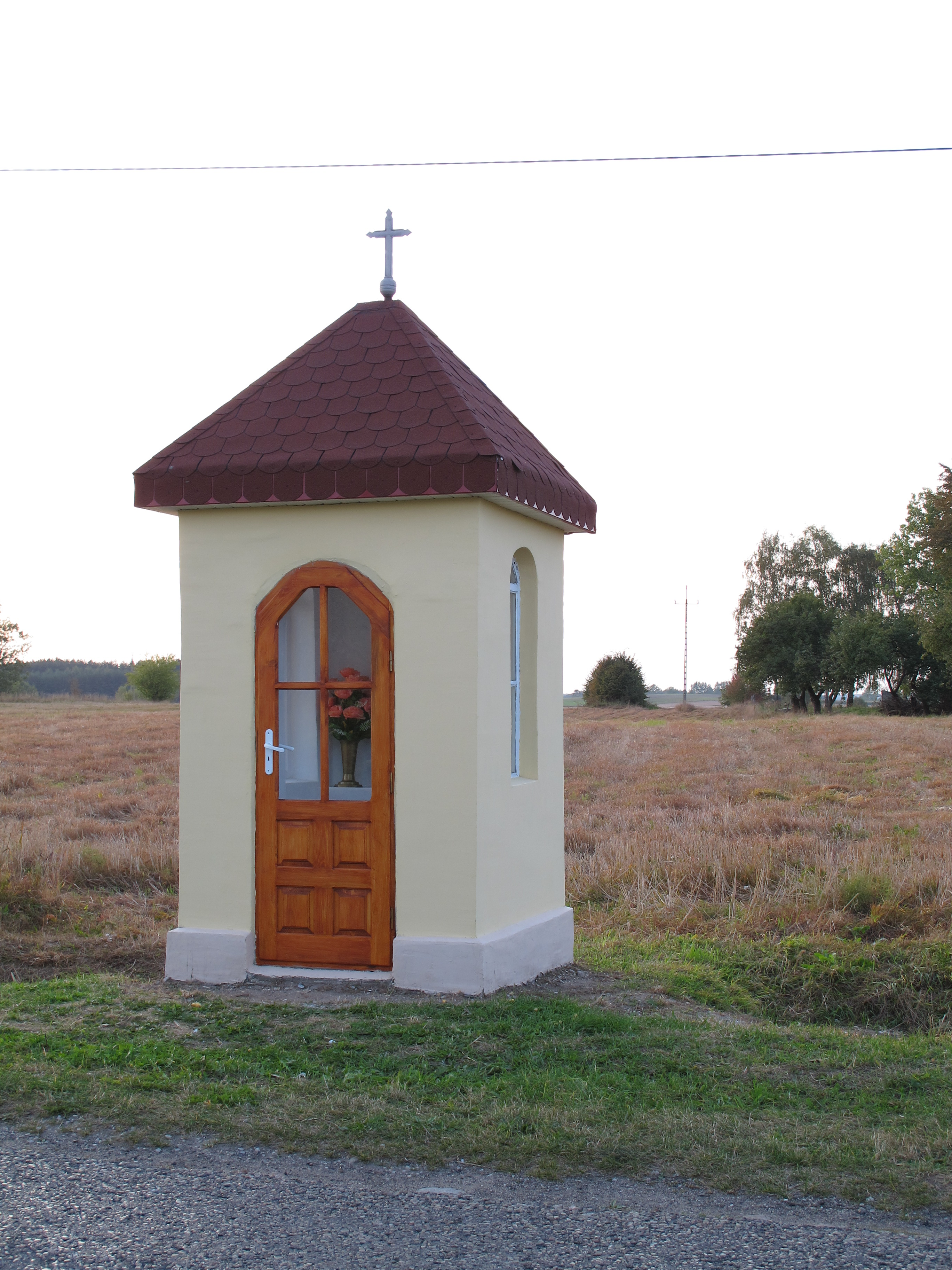
Kapliczka z początku XX w.

Wierni kościoła rzymskokatolickiego należą do parafii św. Anny w Kalinówce Kościelnej.